# Cordillera Apolobamba

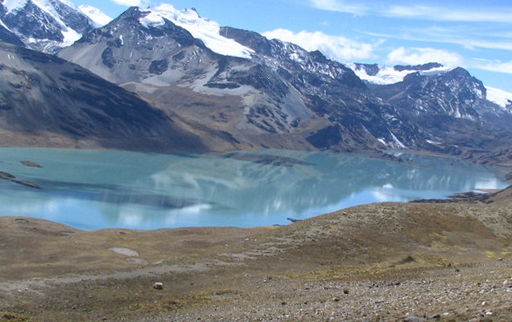
Bergskedjan i området med Suchessjöarna, vid gränsen mellan Bolivia-Peru

Cordillera Apolobamba är en bergskedja i de peruanska och bolivianska Anderna, norr om Titicacasjön. Den når sin högsta höjd med det snötäckta berget Chaupi Orco (6044 m ö.h.) vid gränsen mellan de två länderna. Bergskedjan sträcker sig på peruanska sidan in i östra delen av Puno, och på bolivianskt område i nordöstra delen av La Paz, och slutar vid högplatån Guarayos.
I detta område ligger byn Curva, belägen på en höjd av mer än 3800 m, ansedd som huvudort för den etniska gruppen Kallawaya och Kallawayakulturen, känd för sina kunskaper om naturen och naturmedicin.
Bergskedjan utforskades för första gången år 1911 av en expedition organiserad av Royal Geographic Society. På grund av regionens isolerade läge besöktes den sällan och det var först på 1960-talet som några av dess mest betydande bergstoppar bestegs, efter tre internationella expeditioner.